# Larrabee (GPU)

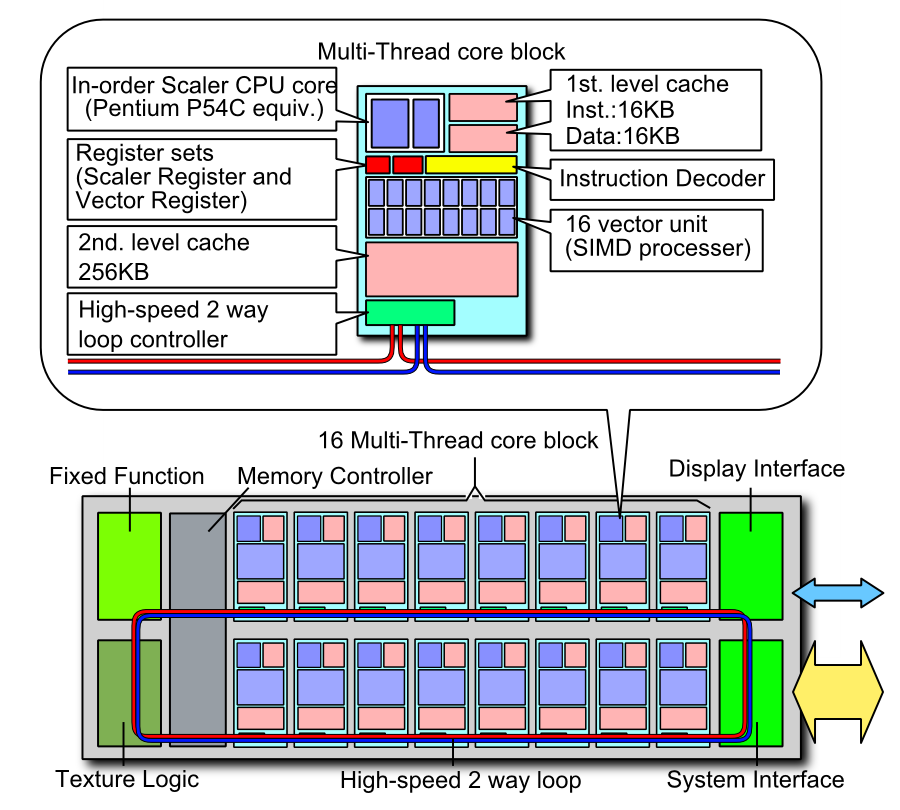
Blockschaltbild des Larrabee-GPU-Architektur

Larrabee ist der Codename für eine Grafikkartengeneration von Intel. Der darauf basierende Koprozessor erschien 2012 unter der Bezeichnung Intel Xeon Phi.
Larrabee sollte ursprünglich Ende 2009 oder Anfang 2010 auf den Markt kommen. Im Dezember 2009 bestätigte Intel, dass keine Produkte auf Basis der ersten Generation des Larrabee auf den Markt kommen werden. Im Sommer 2012 stellte Intel auf Basis der weiter entwickelten Larrabee-Architektur die MIC-Karte (Many Integrated Core) als Coprozessor unter dem Namen „Intel Xeon Phi“ vor.
Die ersten Prozessoren der zweiten Generation (Codename „Knights Corner“) erschienen in Form von zwei PCI-Express-Steckkarten mit den Namen „Xeon Phi 5110P“ und „Xeon Phi 3100“.

## Larrabee
Im Januar 2007 bestätigte Intel erstmals offiziell die Existenz des Larrabee-Projekts. Allerdings wurde zu diesem Zeitpunkt noch nicht bekannt gegeben, worum es sich dabei handelt. Erst auf dem Intel Developer Forum im April 2007 verkündete der damalige Senior Vice President und General Manager von Intel, Pat Gelsinger, dass es sich beim Larrabee um High-End-Grafikkarten auf Basis von „IA++“-Kernen handelt. Als Einsatzbereich gab Gelsinger wissenschaftliches Rechnen, Visualisierungen oder andere Anwendungen im Bereich Gesundheit und Analyse an.
Im Dezember 2009 verkündete Intel, dass zunächst keine Larrabee-Grafikkarten auf den Consumer-Markt gebracht werden. Als Gründe gab Intel an, dass Larrabee die Erwartungen sowohl im Software-, als auch im Hardwarebereich nicht erfüllt habe. Gleichzeitig führte man aus, dass für konkurrenzfähige Larrabeeprodukte ein ausgereifter 32-nm-Fertigungsprozess notwendig sei, was darauf hindeutet, dass die Leistungsaufnahme zu hoch gewesen sein muss oder/und die Taktraten zu niedrig waren. Im November 2009 führte Intel auf der Supercomputing-Messe einen übertakteten Larrabee mit einer Leistung von über einem Tera-FLOPS vor. Allerdings wurden diese Leistungsbereiche schon im Sommer 2008 von der Radeon HD 4870 oder Geforce GTX 280 erreicht. Intel bestätigte, dass Larrabee als reines Forschungsprojekt fortgeführt werde, um die Softwareentwicklung des „Larrabee 2“ zu unterstützen.

## Xeon Phi

### Knights-Ferry-Prototyp
Intel verwendet als Prototyp einen Pentium-P54C-basierten Prozessorkern, der auf 45-nm-Technik „geschrumpft“ wird, mit den 64-Bit-Erweiterungen sowie AVX-512-Erweiterungen ausgestattet wird, und baut einen Cluster von vielen solchen Kernen mit gemeinsamer Cache-Verwaltung auf einem Chip auf (MIC = „Many Integrated Core“-Konzept). Der Chip kommt nie in den Handel, da er vermutlich als Grafikprozessor gegenüber den hochentwickelten Konkurrenzprodukten von ATI, AMD und Nvidia nicht konkurrenzfähig ist.

### Knights-Corner-x100-Co-Prozessor-Familie
Das MIC-Konzept hat sich zwar nicht als Grafikprozessor bewährt, stellt aber einen sinnvollen Ansatz für „High Performance Computing“ dar, da sich im Bereich der Supercomputer das Parallelrechner-Konzept längst durchgesetzt hat. Hier ist der Kampf um Recheneffizienz entbrannt, Intel brauchte also einen Prozessorkern, der nicht auf Single-Task-Leistung optimiert ist, sondern auf geringen Energieverbrauch. Für diese Generation wurde die zu diesem Zeitpunkt aktuelle 22-nm-Lithografie verwendet, das MIC-Konzept blieb im Wesentlichen unverändert. 2012 erschienen mehrere PCI-Rechenbeschleunigerkarten, die in einige Supercomputer integriert wurden. Trotz aller Anstrengungen wurde diese Produktgeneration gegenüber dem Wettbewerber Nvidia mit den  schon länger im Parallelrechnen etablierten Tesla-Karten kein kommerzieller Erfolg.
| Produktname                      | Cache | Taktfrequenz | Kerne | Erscheinungsdatum | TDP   |
| -------------------------------- | ----- | ------------ | ----- | ----------------- | ----- |
| Intel Xeon Phi Coprozessor 3120A | 6 GB  | 1.100 GHz    | 57    | Q2 2013           | 300 W |
| Intel Xeon Phi Coprozessor 3120P | 6 GB  | 1.100 GHz    | 57    | Q2 2013           | 300 W |
| Intel Xeon Phi Coprozessor 5120D | 8 GB  | 1.053 GHz    | 60    | Q2 2013           | 245 W |
| Intel Xeon Phi Coprozessor 5110P | 8 GB  | 1.053 GHz    | 60    | Q4 2012           | 225 W |
| Intel Xeon Phi Coprozessor 7120A | 16 GB | 1.238 GHz    | 61    | Q2 2014           | 300 W |
| Intel Xeon Phi Coprozessor 7120D | 16 GB | 1.238 GHz    | 61    | Q1 2014           | 270 W |
| Intel Xeon Phi Coprozessor 7120P | 16 GB | 1.238 GHz    | 61    | Q2 2013           | 300 W |
| Intel Xeon Phi Coprozessor 7120X | 16 GB | 1.238 GHz    | 61    | Q2 2013           | 300 W |

### Knights-Landing-x200-Familie
Diese Generation basiert auf einem Prozessorkern der Intel-Atom-Reihe, der auf 14-nm-Lithografie geschrumpfte Airmont, vormals Silvermont. Er enthält die Vektorbefehle AVX-512, ein Paket von SIMD-Befehlen, das bereits auf Befehlsebene eine Parallelisierung von 8 Zahlen doppelter Genauigkeit ermöglicht. Da die Atom-Kerne grundsätzlich auf geringen Energieverbrauch entwickelt sind (sie sollen ja in Mobilgeräten Verwendung finden), sind sie für das MIC-Konzept gut geeignet und fertig vorhanden.
Hier sollen nun grundsätzlich zwei Varianten verkauft werden:
1. eine PCI-E-Rechenbeschleunigerkarte
2. eine Reihe von Prozessor-Varianten, die sich genauso wie ein x86-64-Prozessor verhalten

Der neue Prozessor erhält einen LGA-3647 genannten Sockel 3647, der auch bei den kommenden Intel Xeon (Skylake)-Scalable-Prozessoren Verwendung finden wird. Dieser Sockel ermöglicht die Ansteuerung von insgesamt sechs DDR4-Hauptspeicherkanälen. Zusätzlich wird es Knights-Landing-Varianten mit der neuen Intel Omni-Path-Verbindungs- bzw. -Clustertechnik geben, ein Intel-Wettbewerbsprodukt von InfiniBand.
Um einen Prozessorcluster mit bis zu 72 Kernen mit ausreichend Daten zu versorgen, so dass die Rechenleistung aller Kerne auch genutzt werden kann, sind hohe Bandbreiten zum Arbeitsspeicher erforderlich. Knights Landing hat deshalb diverse Optimierungen und Cache-Speicher:
- Aufteilung der bis zu 72 Kerne in „Kacheln“ (Tiles) zu je zwei Kernen mit 1 MByte gemeinsamen 2nd-Level-Cachespeicher
- alle Kacheln werden über ein „Ring“- bzw. „Mesh“-Netzwerk (Quelle hier unklar) mit zusammen 700 GB/sec Bandbreite mit den Arbeitsspeicherkanälen verbunden
- Knights Landing besitzt 6 DDR4-2400-RAM-Kanäle mit zusammen 115,2 GB/sec Bandbreite für bis zu 384 GByte Arbeitsspeicher
- nebst den 6 DDR4-RAM-Kanälen befinden sich noch 16 GByte MCDRAM („Multi Channel DRAM“, eine Form von HBM oder „High Bandwidth Memory“), aufgeteilt in 8 ICs und angebunden mit zusammen 450 GB/sec Bandbreite. Der MCDRAM kann wahlweise als Cache zum DDR4-Speicher oder als Zusatzspeicher konfiguriert werden.

| Produktname                    | Cache | Taktfrequenz | Kerne | Erscheinungsdatum | TDP   |
| ------------------------------ | ----- | ------------ | ----- | ----------------- | ----- |
| Intel Xeon Phi Prozessor 7210  | 16 GB | 1,30 GHz     | 64    | Q2 2016           | 215 W |
| Intel Xeon Phi Prozessor 7230  | 16 GB | 1,30 GHz     | 64    | Q2 2016           | 215 W |
| Intel Xeon Phi Prozessor 7250  | 16 GB | 1,40 GHz     | 68    | Q2 2016           | 215 W |
| Intel Xeon Phi Prozessor 7210F | 16 GB | 1,30 GHz     | 64    | Q4 2016           | 230 W |
| Intel Xeon Phi Prozessor 7230F | 16 GB | 1,30 GHz     | 64    | Q4 2016           | 230 W |
| Intel Xeon Phi Prozessor 7250F | 16 GB | 1,40 GHz     | 68    | Q4 2016           | 230 W |
| Intel Xeon Phi Prozessor 7290  | 16 GB | 1,50 GHz     | 72    | Q3 2016           | 245 W |
| Intel Xeon Phi Prozessor 7290F | 16 GB | 1,50 GHz     | 72    | Q4 2016           | 260 W |

### Knights-Mill-72x5-Familie
Im 4. Quartal 2017 wurde die Familie mit drei weiteren Prozessoren erweitert. Für Deep-Learning-Algorithmen werden neue AVX-512-Instruktionen eingeführt, die Integer-Operationen mit 8- und 16-Bit Breite ermöglichen und dort die Performance um einen Faktor 2 bzw. 4 steigern sollen
| Produktname                   | Cache | Taktfrequenz | Kerne | Erscheinungsdatum | TDP   |
| ----------------------------- | ----- | ------------ | ----- | ----------------- | ----- |
| Intel Xeon Phi Prozessor 7235 | 16 GB | 1,30 GHz     | 64    | Q4 2017           | 250 W |
| Intel Xeon Phi Prozessor 7285 | 16 GB | 1,30 GHz     | 68    | Q4 2017           | 250 W |
| Intel Xeon Phi Prozessor 7295 | 16 GB | 1,50 GHz     | 72    | Q4 2017           | 320 W |

Weitere Produktgenerationen (angekündigt unter dem Codenamen Knights Hill) wird es nicht mehr geben, Intel kündigt die gesamte Xeon-Phi-Baureihe ab.

## Abgrenzung zu Intel Grafikprozessoren
Intels schon länger erhältliche GPUs, die im Chipsatz integriert waren (Intel GMA) wurden weiterentwickelt zu GPUs, die in die CPU selbst integriert sind und laufen jetzt unter dem Handelsnamen „Iris“ oder Intel HD Graphics. Es gibt ab der Intel-Sandy-Bridge-Mikroarchitektur in der Intel-Core-i-Serie jeweils Varianten mit oder ohne integrierte GPU.